# Мяр'ямаа
Мяр'ямаа — селище міського типу (ест. alev) в повіті Рапламаа в Естонії, центр волості Мяр'ямаа. Центром району містечко було призначене в 1945 році. З 1950 по 1962 — центр Мяр'ямааського району.
Головною визначною пам'яткою поселення є церква з пам'ятником біля воріт.
В 1931–1968 роках існувала вузькоколійна залізниця.

## Історія
Перша письмова згадка про Мяр'ямаа датується 1364 роком.
У 1765 році в джерелах згадується назва Merjama, а приблизно у 1900 році — село Мерʼяма.
Селище виникло навколо церкви на землях маєтків та церковних володінь у середині XIX століття. Його розвиток значною мірою був зумовлений вигідним розташуванням на одному з важливих дорожніх вузлів Західної Естонії. У 1849 році в селищі відкрилася лікарня, у 1852 — аптека, а в 1864 — школа. Тут також розміщувалися волосна управа, поштова станція, мировий суд та інші офіційні установи. Цікавим фактом є велика кількість питних закладів у Мярʼямаа того часу: до меж селища входили лицарські маєтки Гаймаре (Хаймре), Сеткюла (Ситке), Розенталь (Оргіта), Касті та церковний маєток Мярʼямаа — і кожен з них мав власну корчму в селищі.
Унаслідок селянських заворушень у грудні 1905 року під час пожеж було знищено більшість маєтків Мярʼямааського приходу: Хаймре, Ситке, Оргіта, Касті, Мийзамаа, Валґу, Паекюла, Конувере, Сіпа та Мярʼямаа. Військовий суд генерала Безобразова 25 січня 1906 року у волосному домі Мярʼямаа виніс вироки учасникам повстання. На лаві підсудних опинилися 135 чоловіків: 11 з них були засуджені до смертної кари, 79 — до тілесного покарання. Серед страчених був один із найсильніших чоловіків Ляенемаа, товариш по тренуваннях відомого Георга Луріха — Тиніс Ервін із села Велізе. Після оголошення вироку, перебуваючи в залізних кайданах, Ервін намагався накинутись на Безобразова. Генерал наказав звʼязати йому руки кількома вузлами за спиною. Тиніса Ервіна поховано на цвинтарі у Вігала.
У липні 1941 року в околицях Мярʼямаа відбулося одне з великих боїв першого літа війни, в результаті якого серйозно постраждали селище Мярʼямаа та села Ситке і Паекюла.
Офіційний статус селища Мярʼямаа отримав у 1945 році.
З 1950 по 1962 рік селище було адміністративним центром Мярʼямааського району.
У 1931–1968 роках через селище проходила вузькоколійна залізниця Рапла — Віртсу, що стало поштовхом до збільшення чисельності населення Мярʼямаа.

## Відомі люди
- Арво Валтон (нар. 1935) — письменник